# Condado de Camden (Misuri)
El condado de Camden (en inglés, Camden County) es un condado del estado de Misuri, Estados Unidos. Tiene una población estimada, a mediados de 2022, de 43 768 habitantes.
La sede del condado es Camdenton.
El condado fue fundado en 1841 bajo el nombre de condado de Kinderhook. Sin embargo en 1843 se cambió el nombre por el actual en honor a Charles Pratt, 1st Earl Camden, Lord Canciller del Reino Unido y líder del partido Whig.

## Geografía
Según la Oficina del Censo, el condado tiene un área total de 1840 km², de la cual 1700 km² corresponden a tierra firme y 140 km² están cubiertos de agua.

### Condados adyacentes
- Condado de Morgan (norte)
- Condado de Miller (noreste)
- Condado de Pulaski (este)
- Condado de Laclede (sureste)
- Condado de Dallas (suroeste)
- Condado de Hickory (oeste)
- Condado de Benton (noroeste)

## Autopistas importantes
- U.S. Route 54
- Ruta Estatal de Misuri 5
- Ruta Estatal de Misuri 7

## Demografía

### Censo de 2020
Según el censo de 2020, en ese momento el condado tenía una población de 42 745 habitantes. La densidad de población era de 25 hab./km². Había 39 473 viviendas, lo que representaba una densidad de 23/km².
| Raza                   | Núm.   | Porc.  |
| ---------------------- | ------ | ------ |
| Blancos                | 39 109 | 91.49% |
| Afroamericanos         | 258    | 0.60%  |
| Amerindios             | 210    | 0.49%  |
| Asiáticos              | 221    | 0.52%  |
| Isleños del Pacífico   | 29     | 0.07%  |
| De otras razas         | 507    | 1.19%  |
| De una mezcla de razas | 2411   | 5.64%  |
| Total                  | 42 745 | 100%   |

Del total de la población, el 3.17% eran hispanos o latinos de cualquier raza. 

### Censo de 2000
Según el censo de 2000, en ese momento 37.051 personas, 15.779 hogares y 11.297 familias en el condado. La densidad poblacional era de 57 personas por milla cuadrada (22/km²). Había 33.470 unidades habitacionales, lo que representaba una densidad de 51 por milla cuadrada (20/km²). El 97.68% de los habitantes eran blancos, el 0.26% eran afroamericanos, el 0.49% eran amerindios, el 0.29% eran asiáticos, el 0.04% eran isleños del Pacífico, el 0.22% eran de otras razas y el 1.03% eran de una mezcla de razas. Del total de la población, el 0,93% eran hispanos o latinos de cualquier raza. 
Los ingresos promedio de los hogares del condado eran de $35,840 y los ingresos promedio de las familias eran de $40,695. Los hombres tenían ingresos medio por $28,020 frente a los $20,825 que percibían las mujeres. Los ingresos per cápita para el condado eran de $20,197. Aproximadamente el 11.40% de la población estaba bajo el umbral de pobreza nacional.

## Principales ciudades, villas y lugares designados por el censo (census-designated places,CDP)
| - Camdenton - Climax Springs | - Lake Ozark (la mayor parte en el condado de Miller). - Linn Creek - Macks Creek | - Montreal - Osage Beach (también en el condado de Miller) - Richland (la mayor parte en el condado de Pulaski y una pequeña parte también en el condado de Laclede) | - Stoutland - Sunrise Beach - Village of Four Seasons |

### Municipios
- Municipio de Adair
- Municipio de Auglaize
- Municipio de Jackson
- Municipio de Jasper
- Municipio de Kiheka
- Municipio de Niangua
- Municipio de Osage
- Municipio de Osceola
- Municipio de Pawhuska
- Municipio de Russell
- Municipio de Warren